# ایکد د لس بینس
ایکد د لس بینس (به اسپانیایی: Icod de los Vinos) یک شهرستان در اسپانیا با جمعیت ۲۳٬۷۲۶ نفر است که در جزایر قناری واقع شده‌است.